# Allia Potestas

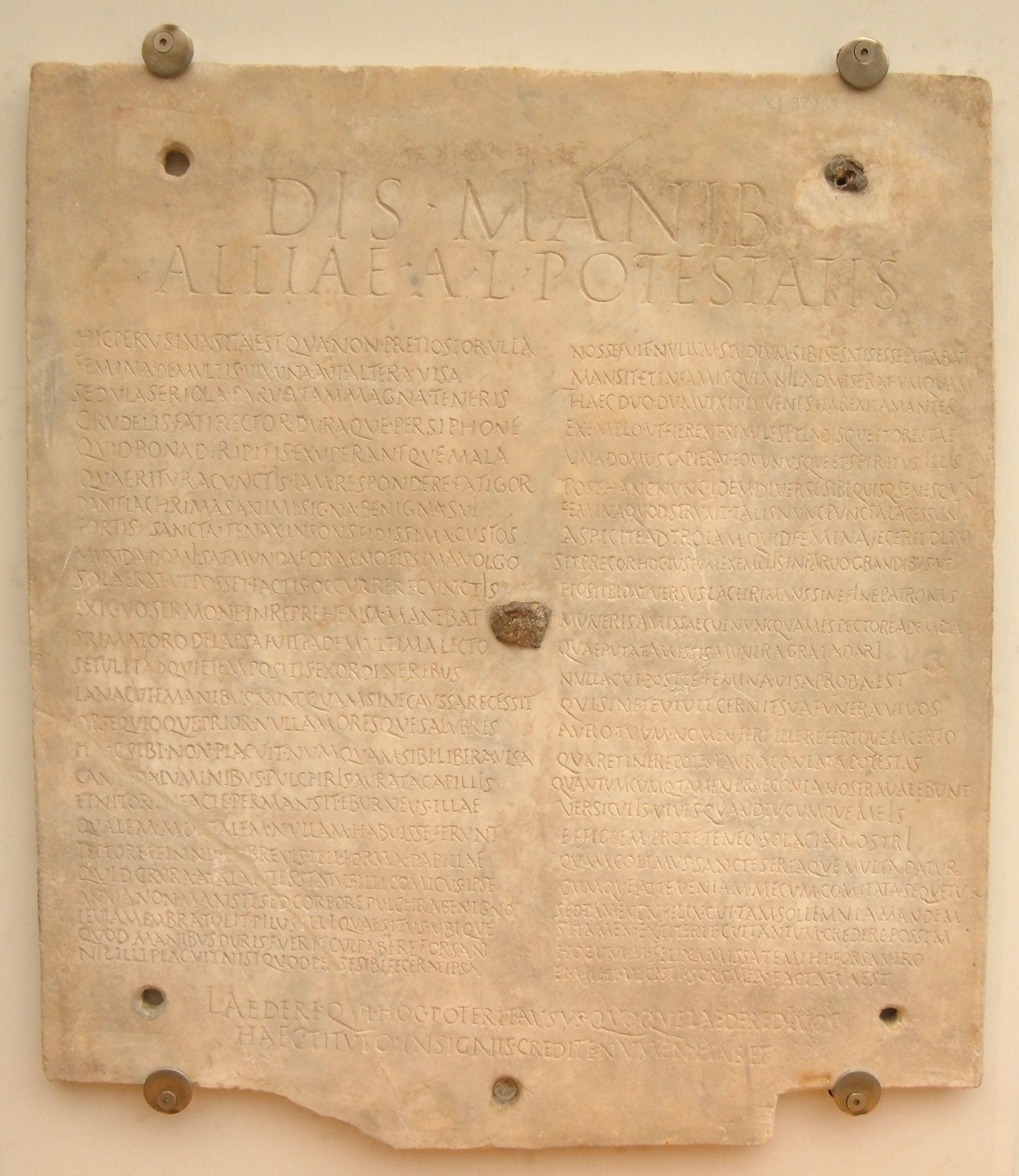

Allia Potestas was een vrijgelaten vrouw uit de Romeinse stad Perugia, waarschijnlijk van Griekse komaf. Ze is uitsluitend bekend uit haar grafschrift dat in 1912 aan de Via Pinciana in Rome werd teruggevonden. Deze inscriptie wordt gerekend tot de meest interessante omdat het niet alleen de standaard elementen van een Romeinse epitaaf bevat, maar ook vele persoonlijke details. Bovendien blijkt dat zij er twee geliefden op na hield. Het origineel bevindt zich tegenwoordig in het Museo Epigrafico in de Therme Diocleziano in Rome.

## Tekst
De tekst is geschreven door iemand die niet alleen belezen was en in staat zich uit te drukken in dactylische hexameters, maar ook wellicht bekend was met de Tristia van Ovidius. De tekst van dit grafschrift vertoont enige treffende gelijkenissen met die tekst, hoewel het merendeel origineel lijkt te zijn.
De tekst bestaat uit drie gedeelten. In het eerste worden de deugden van Allia Postesta opgesomd, die vrij traditioneel Romeins zijn en de nadruk leggen op arbeidzaamheid. In het tweede gedeelte wordt haar schoonheid op niet mis te verstane wijze geroemd en wordt vermeld dat ze twee geliefden had en in het laatste gedeelte beklaagt de schrijver zich over haar dood en belooft dat Allia "zo lang mogelijk zal leven door zijn verzen". Ten slotte worden, in een soort postscriptum, eventuele grafrovers met goddelijke wraak bedreigd.

## Datering
De datering van dit grafschrift is uiterst onzeker. De overeenkomsten met de Tristia doen vermoeden dat dit grafschrift van na de publicatie van dit werk geschreven is, maar ook dat is niet onomstreden. Over het algemeen wordt wel aangenomen dat het werk dateert uit de eerste tot vierde eeuw na Chr.

## Betekenis
De tekst is zeer opvallend om een aantal redenen.
- De vrijmoedige behandeling van een onderwerp als polyandrie, die in de Romeinse wereld beslist niet gebruikelijk was.
- De erotische beschrijving van de schoonheid van de overledene.
- De afwezigheid van de normale formuleringen.